# Дибувка
Дибувка (пол. Dybówka) — село в Польщі, у гміні Озоркув Зґерського повіту Лодзинського воєводства.